# Rocket League
Rocket League is een voetbalachtig computerspel, dat gespeeld wordt met in-game voertuigen. Rocket League is ontwikkeld en uitgegeven door Psyonix. In het spel besturen spelers een voertuig waarmee ze moeten proberen doelpunten te maken op een veld dat overeenkomsten vertoont met een voetbalveld. Het spel is beschikbaar voor Nintendo Switch, PlayStation 4, PlayStation 5, Xbox One, Microsoft Windows en Linux. Tijdens online wedstrijden is er volledige cross-platform voorzien. Hierdoor kunnen spelers van alle bovenstaande platformen samen spelen.

## Speelwijze
Rocket League is een voetbalspel waar spelers in plaats van mensen auto's besturen. Een wedstrijd wordt gespeeld tussen twee teams, welke elk uit minimaal één speler bestaat en maximaal vier spelers kan bevatten. Elke wedstrijd wordt gespeeld in een afgesloten kooi en duurt vijf minuten. De auto's hebben verschillende functies. Zo kunnen zij zeer snel remmen, springen in de lucht, op verticale oppervlaktes rijden en 'boost' gebruiken om in de lucht voort te bewegen. Het team met de meeste doelpunten wint de ronde. Bij een gelijkspel volgt een verlenging volgens het golden goal-principe. Spelers verdienen punten met handelingen als het wegwerken van een bal uit eigen doelmond, het schieten op doel en het maken van een doelpunt. Deze punten leveren de speler nieuwe 'ranks' op die gebruikt kunnen worden om te laten zien welk niveau die speler is. Rocket League ondersteunt offline en online splitscreen, een seizoensmodus, oefenwedstrijden en online multiplayer.

## Uitbreidingen
In de loop van 2018 zijn drie uitbreidingen voor het spel uitgekomen. De aanschaf hiervan is optioneel en geen van de uitbreidingen biedt nieuwe gameplay. In het Super-Sonic Fury Pack zitten twee nieuwe auto's en een aantal nieuwe accessoires om te gebruiken tijdens wedstrijden. Revenge of the Battle Cars is een retro uitbreiding met items die ook voorkwamen in de voorloper van Rocket League, Supersonic Acrobatic Rocket-Powered Battle-Cars. Hierna volgde een uitbreiding met een Back to the Future-thema die speciaal op 21 oktober 2015 uitkwam, de dag waar Doc Brown en Marty McFly in de tweede Back to the Future-film naartoe reizen. In deze uitbreiding zit enkel de DeLorean-auto uit de films compleet met licht- en geluidseffecten uit de films. Op 1 december 2015 kwam de Chaos Run-uitbreiding uit, een collectie auto's en items gelieerd aan een nieuwe map die toegevoegd werd aan Rocket League; genaamd Wasteland. Op 24 juni 2016 kwam de uitbreiding Neo Tokyo. In alle uitbreidingen kwamen vooral nieuwe auto's en zijn er vier nieuwe mappen aan het spel toegevoegd; Woestenij, Neo Tokyo, Pillars en Starbase ARC (gebaseerd op een andere game van Psyonix, genaamd ARC Squadron).

## Rocket LeagueenE-Sports
Rocket League wordt inmiddels ook competitief gespeeld in open kampioenschappen georganiseerd door Psyonix zelf, met als vlaggenschip haar eigen Rocket League Championship Series (RLCS). Het eerste seizoen werd gewonnen door het Amerikaanse E-Sportsteam iBUYPOWER Cosmic. In totaal werd er 75.000 dollar aan prijzengeld vergeven tijdens het eerste kampioenschap. Voor het 2e seizoen is de prijzenpot verhoogd naar 250.000 dollar. Dit is gewonnen door Flipsid3 Tactics. Het derde seizoen was de prijzenpot weer verhoogd naar 300.000 dollar en werd gewonnen door Northern Gaming. Seizoen 4 met een prijzenpot van 350.000 dollar werd gewonnen door het Europese Gale Force E-Sports. Het 5e seizoen was er een hoofdprijs van 100.000 dollar die werd gewonnen door, voormalig Gale Force E-Sports, Dignitas E-Sports. In seizoen zes wist Dignitas E-Sports de finale weer te bereiken en werd er gespeeld voor een hoofdprijs van 200.000 dollar. Team Dignitas verloor deze finale van Cloud9. Cloud9 was het eerste Noord-Amerikaanse team dat wist te winnen sinds het eerste seizoen. En in seizoen 7 won team Renault Vitality die een hoofdprijs van 200.000 dollar wonnen. In seizoen 8 won NRG E-Sports van Renault Vitality. Hiermee werd een reeks van verloren finales eindelijk beëindigd door NRG. In dit seizoen was de hoofdprijs opnieuw 200.000 dollar.